# Почётный гражданин города Севастополя

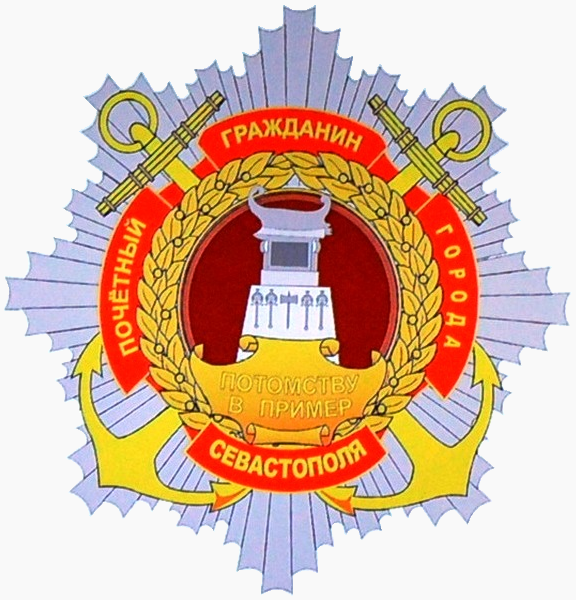
Нагрудный знак к званию «Почётный гражданин города Севастополя» (рисунок)

Почётный граждани́н го́рода Севасто́поля — почётное звание, прижизненно присваивается в знак признания выдающихся заслуг граждан перед городом Севастополем, поощрение деятельности, способствующей его возвеличению и процветанию с учётом исторической традиции присвоения этого звания в прошлом и в целях обеспечения преемственности поколений Севастопольцев. Звание присваивается органом местного самоуправления.
Звание может быть присвоено людям, преимущественно жителям Севастополя, которые сделали выдающийся вклад в развитие города своей плодотворной хозяйственной, социально-экономической, научно-технической, общественно-политической, культурной, военно-патриотической, спортивной и иной общественно-полезной деятельностью, а также лицам, совершившим мужественный поступок при спасении жизни людей, защиты их чести и достоинства, сохранения исторических, культурных и других материальных ценностей города.

## История
Тема дореволюционного почётного гражданства в городе Севастополе мало исследована. В ходе проведённой в течение нескольких лет исследовательской работы по установке имён почётных граждан по документам Государственного архива Севастополя, Государственного архива Автономной Республики Крым и Российского Государственного архива Военно-Морского флота в Санкт-Петербурге установлены и документально подтверждены имена восьми почётных граждан дореволюционного Севастополя.
Звание почётного гражданина города присваивалось по решению городской думы, однако в силу сразу не вступало. Документ требовалось «повергнуть на высокий Его Императорского Величества взгляд». Только после одобрения императором можно было объявлять представленном об оказанной ему чести. Звание присваивалось прижизненно.
Вещественным выражением городской награды была папка «с сафьяновой кожи шагрень» шоколадного цвета на муаровом подкладе размером 9х12 вершков (40х53 см). В верхнем левом углу находилась чеканная серебряная монограмма имени награждаемого, полное имя посередине выполнялось серебряным тиснением, внизу располагался эмалевый герб города. Заказывалась такая вещь, как правило у петербургских мастеров и стоила довольно дорого для того времени (конца XIX — начала XX веков) — 110—150 рублей. В эту обложку вкладывался приветственный адрес, который вручался торжественно почётному гражданину на заседании городской думы. Портреты почётных граждан украшали зал заседаний городской думы.
Некоторые из почётных граждан не были жителями Севастополя, но каждый из них внёс личный конкретный вклад в развитие города. Это выдающиеся люди своей эпохи, которым, как писали в архивных документах того времени, присваивали звание «за труды на благо Отечества».
Переворот 1917 года отменил институт почётного гражданства..

## Почётные граждане[2]

### Российская империя
- Коцебу, Павел Евстафьевич (1801—1884) — генерал от инфантерии, генерал-адъютант, участник обороны Севастополя 1854—1855 годов.
- Тотлебен, Эдуард Иванович (1818—1884) — почётный гражданин города Севастополь с 1886 года. Военный инженер, участник обороны Севастополя 1854—1855 годов.
- Кислинский, Пётр Иванович (1806—1880) — исполняющий обязанности военного губернатора в Севастополе (1858—1865), участник обороны Севастополя 1854—1855 гг.
- Перелешин, Павел Александрович (1821—1901) — первый градоначальник Севастополя (1872—1873).
- Кази, Михаил Ильич (1839—1896) — градоначальник Севастополя (1874—1876).
- Рихтер, Оттон Борисович (1830—1908) — генерал от инфантерии.
- Максимов, Алексей Андреевич (1853—1908) — градоначальник Севастополя (1901—1908)[3].
- Богданович, Евгений Васильевич (1829—1914) — генерал от инфантерии, писатель.
- Толстой, Лев Николаевич (1828—1910) — звание «Почётный гражданин города Севастополя» присвоено Севастопольской городской думой в 1908 г., но отклонено императором Николаем II[4]. Писатель. Участник обороны Севастополя в 1854 г.
- Ефимов, Михаил Никифорович (1881—1919) — первый русский лётчик. Звание почётного гражданина Севастополя ему присвоено 23 апреля 1911 г.
- Григорович, Иван Константинович (1853—1930) — русский военно-морской и государственный деятель, генерал-адъютант, адмирал, последний морской министр Российской империи.
- Николай Николаевич, великий князь, в звании с 1 мая 1916 года, по ходатайству Севастопольской городской думы, утвердил Николай II[5].

### СССР
- Титов, Герман Степанович (1935—2000) — почётный гражданин с 1961 года. Лётчик-космонавт СССР, Герой Советского Союза. Совершил 6-7 августа 1961 года второй в истории человечества орбитальный полёт в космос на космическом корабле «Восток-2». В сентябре 1961 года посетил г. Севастополь вместе с Ю. А. Гагариным.
- Табачный, Геннадий Матвеевич (1912—1971) — почётный гражданин с 1967 года. Герой Социалистического Труда (1966). С 1932 г. и до конца своей жизни работал на Севморзаводе, много лет руководил бригадой. В годы войны вместе с заводом эвакуировался на кавказские базы флота.
- Борисов, Борис Алексеевич (1903—1981) — почётный гражданин с 1967 года. В период обороны Севастополя 1941—1942 гг. — первый секретарь Севастопольского гк вкп(б), председатель городского комитета обороны.
- Гагарин, Юрий Алексеевич (1934—1968) — почётный гражданин с 1967 года. Полковник, Герой Советского Союза, лётчик-космонавт СССР, первый человек, совершивший полёт в космос (12 апреля 1961 года).
- Октябрьский, Филипп Сергеевич (1899—1969) — почётный гражданин с 1967 года. Адмирал. Герой Советского Союза. Участник гражданской войны. С 1939 г. — Командующий ЧФ. В период Великой Отечественной войны был одним из руководителей обороны Одессы и Севастополя. Командующий Севастопольским оборонительным районом (1941—1942 гг.). С марта 1944 г. — командующий ЧФ.
- Жулёв, Пётр Анатольевич (1909—1996) — почётный гражданин с 1969 года. Ведущий физиотерапевт 1-й городской больницы, талантливый хирург, в период обороны г. Севастополя провёл в полевых условиях несколько тысяч срочных операций тяжелораненых бойцов и граждан города.
- Сарина, Антонина Алексеевна (1903—1997) — почётный гражданин с 1973 года. В Севастополе с 1932 г.: секретарь парткома главвоенпорта, заместитель начальника по общим вопросам Управления Гидрометеослужбы, второй секретарь ГК ВКП(б), председатель Корабельного райсовета. В период обороны Севастополя (1941—1942 гг.) — секретарь ГК ВКП(б) по промышленности.
- Чурсин, Серафим Евгеньевич (1906—1985) — почётный гражданин с 1973 года. Адмирал, командующий ЧФ (1962—1969 гг.). Командир бригады подводных лодок ЧФ (1944—1948 гг.). С 1955 г. — начальник штаба и первый заместитель командующего ЧФ, с 1962 г. — командующий ЧФ, с 1968 г. — профессор-консультант Военно-морской академии.
- Горшков, Сергей Георгиевич (1910—1988) — почётный гражданин с 1974 года. Адмирал Флота Советского Союза, дважды Герой Советского Союза. Участник обороны Севастополя (1941—1942).
- Кошевой, Пётр Кириллович (1904—1976) — почётный гражданин с 1974 года. Маршал Советского Союза, дважды Герой Советского Союза. Участник гражданской войны. Командир 63-го стрелкового корпуса 51-й армии 4-го Украинского фронта, отличившегося в боях в Крыму на подступах к Севастополю — Сапун-горой (7 мая 1944 года).
- Лавриненков, Владимир Дмитриевич (1919—1988) — почётный гражданин с 1974 года. Генерал-полковник авиации, дважды Герой Советского Союза. Участник освобождения Севастополя в 1944 г.
- Пирогов, Роман Антонович (1898—1991) — почётный гражданин с 1974 года. Участник Первой мировой войны (1914 г.) Командир батальона народного ополчения в период обороны (1941—1942 гг.) и освобождения Севастополя (1944 г.).
- Провалов, Константин Иванович (1906—1981) — почётный гражданин с 1974 года. Генерал-полковник, Герой Советского Союза. Участник гражданской войны.
- Ребров, Евгений Андреевич (1928—2002) — почётный гражданин с 1974 года. Герой Социалистического Труда. Заслуженный строитель УССР.
- Октябрьский, Филипп Сергеевич (1899—1969) — почётный гражданин с 1967 года. Адмирал. Герой Советского Союза. Участник гражданской войны. С 1939 г. — Командующий ЧФ. В период Великой Отечественной войны был одним из руководителей обороны Одессы и Севастополя. Командующий Севастопольским оборонительным районом (1941—1942 гг.). С марта 1944 г. — командующий ЧФ.
- Савицкий, Евгений Яковлевич (1910—1990) — почётный гражданин с 1974 года. Маршал авиации. Дважды Герой Советского Союза. Заслуженный военный лётчик СССР. В боях за освобождение Севастополя (1942 г.) — генерал-майор авиации. За 216 боевых вылетов, совершённых за время войны, лично сбил 22 и в групповых боях — 2 самолёта противника. Участник освобождения Севастополя (1944 г.).
- Байда, Мария Карповна (1922—2002) — почётный гражданин с 1976 года. Герой Советского Союза (1942 г.). Участница обороны г. Севастополя (1941—1942 гг.). Санинструктор, узница фашистского концлагеря, после войны, работала заведующей отделом ЗАГС Севастопольского горисполкома.
- Геловани, Арчил Викторович (1915—1978) — почётный гражданин с 1976 года. Маршал инженерных войск. В годы ВОВ — главный инженер и начальник строительства ЧФ, участник обороны Севастополя. Внёс большой вклад в восстановление, строительство и благоустройство Севастополя. Лауреат Ленинской и Государственной премий. Заслуженный строитель РСФСР.
- Папанин, Иван Дмитриевич (1894—1986) — почётный гражданин с 1979 года. Контр-адмирал, дважды Герой Советского Союза. Доктор географических наук. Участник гражданской войны. До 1919 г. находился на командных должностях в отрядах революционных моряков Крыма. Служил в органах Крымской ЧК и в Реввоенсовете военного флота Чёрного и Азовского морей (1920—1925 гг.). В Севастополе, на родине героя, установлен бюст. Его именем названа улица в Нахимовском районе.
- Багринцев, Николай Васильевич (1937—2014) — почётный гражданин с 1987 года. Герой Социалистического Труда. Член правления Советского фонда мира, награждён золотой медалью Советского фонда мира.
- Асадов, Эдуард Аркадьевич (1923—2004) — почётный гражданин с 1989 года. Поэт, член Союза писателей СССР. Участник боёв за освобождение Севастополя в 1944 г. В бою получил тяжёлое ранение, вследствие которого потерял зрение. Автор «Думы о Севастополе».

### Украина
- Градов, Пётр Михайлович (1925—2003) — почётный гражданин с 2000 года. Поэт, драматург. Участник Великой Отечественной войны. На его стихи написано более 250 песен, в том числе «Легендарный Севастополь», являющаяся гимном города Севастополя (композитор В. И. Мурадели).
- Селиванова, Нина Фёдоровна (1926—2005) — почётный гражданин с 2001 года. Зав. отделом пропаганды и агитации Балаклавского райкома КПУ (1953—1957 гг.). Секретарь Балаклавского РК КПУ (1957—1962 гг.). Председатель исполкома Балаклавского райсовета депутатов (1962—1984 гг.). Член Совета старейшин при Севастопольской городской и Балаклавской районной государственных администрациях. Секретарь Балаклавского райкома КПУ, член президиума районной ветеранской организации.
- Кучма, Леонид Данилович (р. 1938) — почётный гражданин с 2002 года. Бывший Президент Украины. В 2022 году лишён звания российскими властями Севастополя.
- Колядин, Виктор Иванович (1922—2008) — почётный гражданин с 2004 года. Генерал-майор авиации. Герой Советского Союза (1945 г.). Сбил лично 16 самолётов противника. Воевал в Корее (1951—1952 гг.) командиром полка, сбил 6 американских самолётов. Заслуженный лётчик СССР.
- Заика, Иван Иванович (1918—2009) — почётный гражданин с 11 мая 2004 года. Командир 54-й батареи береговой обороны Черноморского флота, которая 30 октября 1941 первой начала оборону города. Командир партизанского отряда № 10 второй бригады Восточного соединения крымских партизан (1943—1944 гг.).
- Рогачёв, Петр Михайлович (1920—2006) — почётный гражданин с 2006 года. Участник героической обороны Севастополя 1941-42гг. Командовал 18-м отдельным батальоном морской пехоты. 1965—1982 гг. директор музея «Героической обороны и освобождения Севастополя». В начале 90-х возглавлял редакцию «Книга Памяти».
- Генералов, Евгений Васильевич (р. 1931) — почётный гражданин с 2009 года. с 1971 по 1980 год руководил заводом «Парус», с 1980 до 1990 года был председателем горисполкома. Внес значительный вклад в решение вопросов экономического, социального и культурного развития города.
- Чиж, Станислав Александрович (1935—2008) — почётный гражданин с 2007 года. Народный художник Украины, скульптор, автор многих памятников в Севастополе.
- Булах, Сергей Романович (1925—2014) — заслуженный лесовод Украины.
- Филиппов, Анатолий Матвеевич (1938—2022) — винодел, заслуженный работник промышленности Украины.
- Толль, Владимир Михайлович (1935—2014) — заслуженный врач Украины.
- Шкаплеров, Антон Николаевич (р. 1972) — космонавт.

### Россия
- Путин, Владимир Владимирович (р. 1952) — президент России[4].
- Касатонов, Игорь Владимирович (р. 1939) — почетный гражданин с 2024 года. Адмирал, командующий ЧФ (1991—1992 гг.), с 1992 г.  — первый заместитель Главнокомандующего Военно-морским флотом. Явился инициатором, идеологом, организатором и вдохновителем борьбы за оставление Черноморского флота и Севастополя за Россией (1991—1992 гг.).